# صراع المصائر (مسلسل)
صراع المصائر هو مسلسل درامي وثائقي من تأليف جان بيتر وجونار ديديو . المسلسل هو استمرار لمسلسل مذكرات الحرب (2014) ويحكي القصص الشخصية لثلاثة عشر شخصًا من جميع أنحاء أوروبا خلال فترة ما بين الحربين العالميتين . كانت السلسلة جزءًا من المشروع الذي يحمل نفس الاسم Clash of Futures. وبالإضافة إلى المسلسل، تضمن المشروع عملاً مسرحيًا وإذاعيًا وكتابًا ومعارض خاصة متنوعة على مستوى أوروبا وحملة على وسائل التواصل الاجتماعي .  في الذكرى السنوية لنهاية الحرب العالمية الأولى، تم بث المسلسل المكون من ثمانية أجزاء لأول مرة في 11 سبتمبر 2018 على قناة ارتبو الفرانكو-المانية .

## حبكة
صراع العقود الآجلة يصور تاريخ أوروبا بين نهاية الحرب العالمية الأولى في عام 1918 والغزو الألماني لبولندا في سبتمبر 1939. تعمل هذه السلسلة الدرامية الوثائقية متعددة اللغات على تكثيف التاريخ في التجربة الذاتية للأفراد. ويركز على مصير ثلاثة عشر شخصًا من تسع دول.  ومن بين الأبطال الشيوعي هانز بيملير، ونجمة السينما الصامتة بولا نيجري، وقائد أوشفيتز اللاحق رودولف هوس، والاناركية الفرنسية ماي بيكيراي . بالإضافة إلى ذلك، هناك استمرار لقصة الجندية الطفلة الروسية مارينا يورلوفا والمراسل الحربي تشارلز إدوارد مونتاجيو من السلسلة السابقة: مذكرات الحرب (2014). 
الشخصيات الرئيسية :
- تشارلز إدوارد مونتاجيو : أحد مناهضي الحرب البريطانيين
- مي بيكراي : اناركية فرنسية هربت الى الاتحاد السوفيتي سنة 1921 ثم فرت منه عائدة الى فرنسا
- مارسيل جامي : و هو مالك بيت فسق فرنسي و جاسوس لصالح المكتب الثاني
- هو تشي منه : مناضل فيتنامي حاول التقرب من الدلوماسيين المشاركين في معاهدة فرساي لضمان حق تقرير المصير للهند الصينية بعد فشله هاجر الى موسكو لاقناع الشيوعيين بضرورة احداث ثورة في آسيا
- ايديث ويلسباشر : أول نمساوية تقبل في كلية الطب، زوجة طبيب يهودي اعتقله النازيون بعد ضمهم للنمسا، فرت من وطنها الى أستراليا
- بولا نغري: ممثلة بولندية مهاجرة الى المانيا نجحت في نيل شعبية و شهرة بالتمثيل في أفلام صامتة، و كانت أول المانية توقع عقدا مع هوليود. بعد ظهور الأفلام الناطقة تناقصت شعبيتها بسبب لكنتها الانجليزية الركيكة و افلست بعد الكساد الكبير مما اضطرها للدخول في صناعة البروباغندا مع النازيين، فرت من المانيا عشية الحرب.
- مارينا يورلوفا : مقاتلة قوقازية من الجيش الابيض، قاتلت ضد البلاشفة ثم فرت الى الولايات المتحدة، حيث عاشت و توفيت هناك في نيويورك عن عمر يناهز 84 عاما.
- هانس بيملر : جندي سابق في الحرب العالمية الاولى، من رواد الحزب الشيوعي الالماني اعتقله النازيون بعد وصولهم الى سدة الحكم، ثم فر من المعتقلات لينضم الى صفوف المقاتلين في الحرب الاهلية الاسبانية حيث توفي بالعاصمة الاسبانية مدريد.
- سيليفيو كريسي : رجل اعمال و تاجر ايطالي من ممثلي ايطاليا في معاهدة فيرساي، و من مساندي الفاشية، بعد الكساد الكبير حول شركته الى مصنع للزياء الفاشية، لكن بعد تخلف الحكومة الايطالية عن دفع اثمانها، ـ افلست شركة كريسبي.
- رودلف هوس : أحد المستائين الالمانيين من عقوبات دول الوفاق على بلاده، انضم الى قوات الاس اس و تولى قيادة معسكر اوشفيتس.
- اليز اوتسن : نسوية سويدية و صحافية مهتمة بقضايا نساء المجتمع السويدي كالانجاب المتواصل و تنظيم النسل
- يونيتي ميتفورد : وهي أحد المعجبات بالنازية و بشخصيات ادولف هتلر الذي التقت به سنة 1935، تعارضت افكارها مع أفكار اختها جيسيكا ميتفورد الشيوعية، كانت الى جانب هتلر أثناء اعلانه ضم النمسا، حاولت بعد إعلان بريطانيا العظمى الحرب على النارية، و توفيت سنة 1948 متاثرة بجراحها.
- ستيبان برودلوبني : و هو ابن غولاغ اوكراني، اختفى الكثير من زملائه و حتى والدته مما ادى الى معارضته للشيوعية الستالينية، اعتقل سنة 1939 و ارسل الى معسكر للاعمال الشاقة حيث عمل لعدة أعوام.

## إنتاج
كان مصدر النصوص هو مذكرات ورسائل و مادونه الابطال من مذكرات .شارك كل من LOOKSfilm ( ألمانيا )، وIRIS Group ( لوكسمبورغ ) وLes Films d'Ici ( فرنسا )، مع Fortis Imaginatio (ألمانيا) وبالتعاون مع Wajda Studio ( بولندا ) في إنتاج الفيلم و تم التصوير في لوكسمبورغ، فرنسا ، بلجيكا وألمانيا. 

## الحلقات
| رقم الحلقة | عنوانها  | تاريخ البث     |
| ---------- | -------- | -------------- |
| 1          | النجاة   | 11 سبتمبر 2018 |
| 2          | السلام   | 11 سبتمبر 2018 |
| 3          | القرارات | 11 سبتمبر 2018 |
| 4          | الثورة   | 12 سبتمبر 2018 |
| 5          | الانهيار | 12 سبتمبر 2018 |
| 6          | الوعود   | 12 سبتمبر 2018 |
| 7          | الخيانة  | 13 سبتمبر 2018 |
| 8          | الحرب    | 13 سبتمبر 2018 |

## جوائز و ترشيحات
2019
- تم ترشيحه لجائزة Grimme-Preis في فئة "المعلومات والثقافة" [5]
- جائزة جمعية مؤلفي الأفلام الفرنسية UMCF (اتحاد مؤلفي موسيقى الأفلام) للوران إيكم في فئة: "أفضل موسيقى لفيلم وثائقي" [6]
- Civis - جائزة الإعلام الأوروبي للتكامل (Europas Medienpreis für Integration) في فئة "الترفيه (الخيالي)" [7]
- تم ترشيحه لجائزة الصحفي الألماني الفرنسي لعام 2019 (Deutsch-Französischen Journalistenpreis) [8]
- تم ترشيحه لجائزة DAFF من الأكاديمية الألمانية للتلفزيون (Deutsche Akademie für Fernsehen) في فئتي "Screenplay" و"VFX/Animation" [9]